# Kornsand
Kornsand ist ein Rheinübergang und Wohnplatz. Schon 1373 gab es dort eine feste Fähre. Der Wohnplatz in der Gemarkung von Geinsheim ist heute Teil der Gemeinde Trebur im südhessischen Kreis Groß-Gerau.

## Geographie

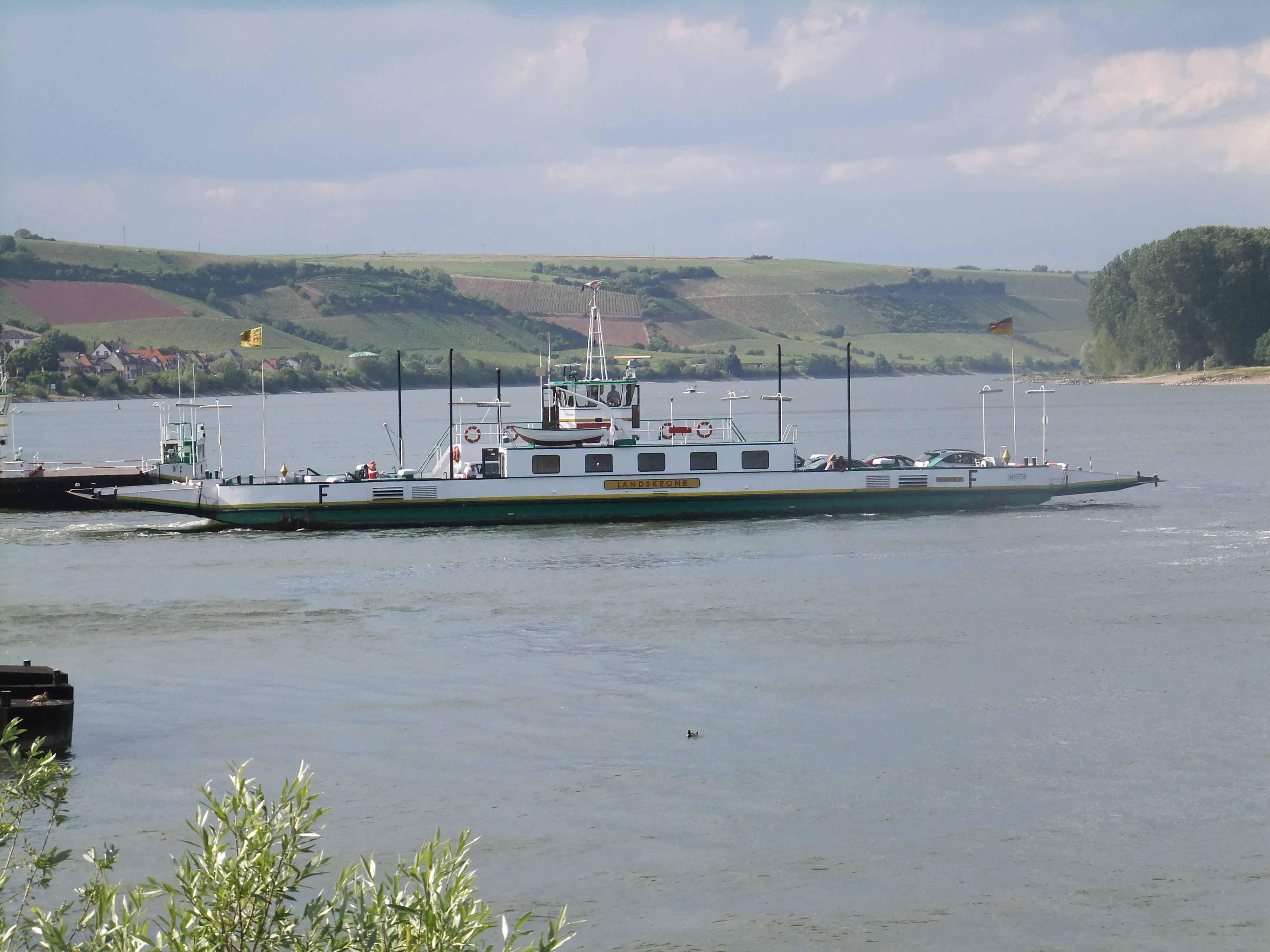
Rheinfähre Landskrone – 2011

Die wenige Häuser umfassende Ansiedlung liegt direkt am hessischen Ufer des Oberrheins zwischen Geinsheim und Nierstein im Überschwemmungsgebiet vor den Sommer- und Winterdeichanlagen und zählt zum Hessischen Ried.
Neben bäuerlichen Wohnhäusern gibt es einen Imbiss und die Verladesilos der ansässigen Sand- und Kies-Handelsfirma „Hahn und Wedel“. Auf dem Rheindamm Richtung Süden führt ein Fußweg vorbei an Höfen zum Pumpwerk Wächterstadt. Auf der anderen Rheinseite sieht man die Burgruine Landskrone und die ebenfalls zu Oppenheim zählende Katharinenkirche.
Der Kornsand ist die rechtsrheinische Anlegestelle der Rheinfähre Landskrone und ein Treffpunkt für Motorradfahrer und Radwanderer sowie Weinliebhaber, die mit der Fähre zu den zahlreichen Winzerstuben und Straußwirtschaften in Oppenheim und Nierstein übersetzen.

## Geschichte

Landung des Zeppelins auf dem Rhein am Kornsand

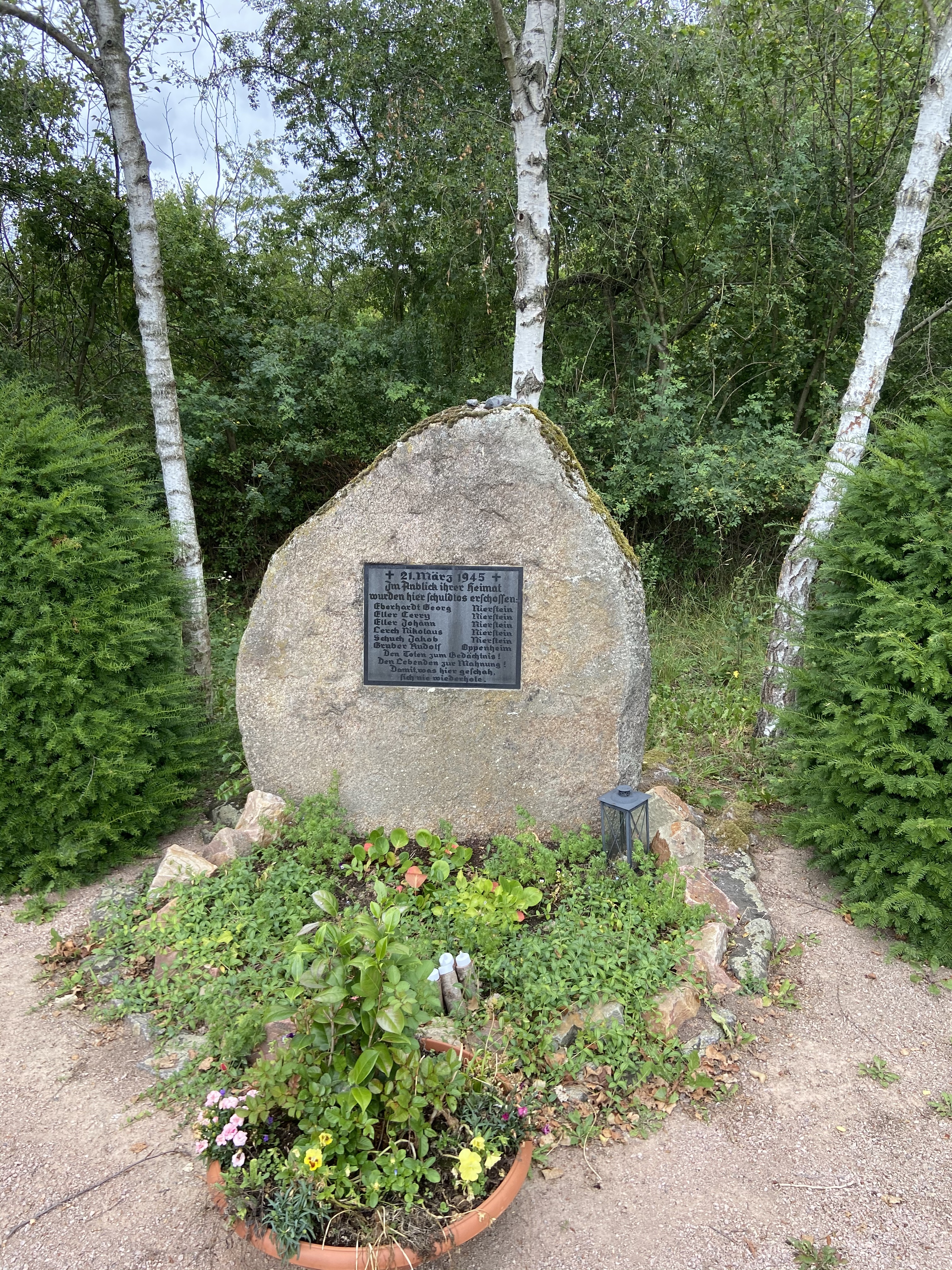
Gedenkstein für die sechs Opfer des Kornsandverbrechens (2020)

Schon die Römer nutzten diese Stelle am Rhein, um die Rheinaue und den Fluss zu überqueren. Sie errichten hier ihre Legionslager. Archäologen gruben im Fundgebiet Trebur-Geinsheim bislang die Spuren von sieben Lagern aus.
Ab dem 14. Jahrhundert war die Stelle mit einer Fährverbindung versehen, wie einer Urkunde zu entnehmen ist.
1375 verpfändete Kaiser Karl IV. das gesamte Ingelheimer Reichsgebiet ebenso wie die Reichsstadt Oppenheim und die Orte Nierstein, Dexheim und Schwabsburg sowie den Kornsand an den Pfälzischen Kurfürsten.
Im Dezember 1631 setzte das schwedische Heer hier nach Oppenheim über, nachdem es vorher eine auf dem Kornsand von kaiserlich-spanischen Truppen angelegte Sternschanze niedergekämpft hatte.
Mit dem Frieden von Lunéville 1801 fielen die linksrheinischen Gebiete des alten Deutschen Reichs an Frankreich. Als Entschädigung für dadurch verlorene Gebiete erhielt die Landgrafschaft Hessen-Darmstadt im Reichsdeputationshauptschluss 1803 unter anderem den Kornsand zugesprochen. Dessen Verwaltung erfolgte zunächst von Leeheim und ab 1860 von Geinsheim aus.
Im Jahre 1896 wurde der Bau einer Rheinbrücke ins gegenüber gelegene Oppenheim diskutiert. Über die Brücke sollte auch eine Dampfstraßenbahn verkehren, die Darmstadt über Groß-Gerau mit Oppenheim verbinden sollte. Eine Realisierung des Projekts unterblieb.
Überregional bekannt wurde der Kornsand im Jahre 1908, als am 4. August der Zeppelin LZ 4 auf seiner Fahrt von Friedrichshafen nach Echterdingen über Mainz hier eine Sicherheitslandung auf dem Rhein durchführte. Zur Erinnerung an diesen Vorfall wurde in Trebur das Zeppelindenkmal errichtet.
Am Ende des Zweiten Weltkrieges wurden am 21. März 1945 beim Kornsandverbrechen sechs Menschen auf einem Feld erschossen. Ihnen zu Ehren wurde später ein Gedenkstein aufgestellt. Am 22. und 23. März setzten in der Nähe von Kornsand amerikanische Truppen bei ihrem Vormarsch mit einer Pontonbrücke über den Rhein. Am 27. März standen die amerikanischen Einheiten in Lorsch, Bensheim und Heppenheim und einen Tag später waren Aschaffenburg am Main sowie der westliche und nördliche Teil des Odenwaldes besetzt.
Im Zuge der Gebietsreform in Hessen wurden am 1. Januar 1977 die Gemeinden Astheim, Geinsheim (und mit ihr der Wohnplatz Kornsand), Hessenaue und Trebur durch das Gesetz zur Neugliederung des Landkreises Groß-Gerau zu einer Gemeinde mit dem Namen Trebur zusammengeschlossen.
Etwa 950 Meter stromaufwärts der Fährrampe besteht für militärische Zwecke eine betonierte Zufahrt zum Rhein, eine so genannte NATO-Rampe, die am anderen Ufer durch einen Auenwald in Richtung Oppenheim ihre Fortsetzung hat.